# Sara Dorthea Jensen
Sara Dorthea Jensen (15 de marzo de 1996) es una deportista de Noruega que compite en atletismo. Ganó una medalla de oro en el Campeonato Europeo de Atletismo por Equipos de 2019, en la prueba de 4 × 400 m.